# Erik Balling
Erik Balling, född 29 november 1924 i Nyborg på Fyn, död 19 november 2005 i Gentofte på Själland, var en dansk regissör och manusförfattare. Han var kusin till Jakob Balling.
Balling var under andra världskriget verksam i den danska motståndsrörelsen mot den tyska ockupationen.

## Regi i urval
- 1952 – Vi arme syndere
- 1953 – Kärlekskarusell
- 1953 – Vi som går köksvägen
- 1954 – Kongeligt besøg
- 1956 – Qivitog - flykting i fjällen
- 1956 – Kärlek i det blå
- 1959 – Poeten og Lillemor
- 1960 – Poeten og Lillemor og Lotte
- 1960 – Tro, håb og trolddom
- 1961 – Cirkus Buster
- 1962 – Den kära familjen
- 1963 – Hvis lille pige er du?
- 1964 – Døden kommer til middag
- 1964 – Värdshuset Vita Hästen
- 1965 – Slå först Freddie!
- 1965 – Landmandsliv
- 1966 – Huka dej, Fred - dom laddar om!
- 1967 – Jeg er sgu min egen
- 1967 – SS Martha
- 1968 – Det var en lørdag aften
- 1968 – Olsen-banden
- 1969 – Olsen-banden på spanden
- 1970 – Rend mig i revolutionen
- 1970–1976 – Huset på Christianshavn (TV-serie)
- 1971 – Ballade på Christianshavn
- 1971 – Hændeligt uheld
- 1971 – Olsen-banden i Jylland
- 1972 – Olsenbandets stora kupp
- 1973 – Olsenbanden slår till
- 1974 – Olsen-bandens sidste bedrifter
- 1975 – Olsen-banden på sporet
- 1976 – Dynamitgubbarna
- 1977 – Olsen-banden deruda'
- 1978 – Olsen-banden går i krig
- 1978–1982 – Matador (TV-serie)
- 1979 – Olsen-banden overgiver sig aldrig
- 1981 – Olsen-bandens flugt over plankeværket
- 1981 – Olsen-banden over alle bjerge
- 1984 – Midt om natten

## Filmmanus
- 1965 – Slå först Freddie! (med Henning Bahs & Bengt Janus Nielsen)
- 1970 – Olsen-banden og Dynamitt-Harry
- 1972 – Olsenbandets stora kupp
- 1973 – Olsenbanden slår till
- 1976 – Dynamitgubbarna
- 1982 – Jönssonligan & DynamitHarry

## TV-serier[1]
- Huset på Christianshavn (1970-1977)
- Matador (1978-1982)